# مجموعة ضغط مصرفية
يشير مصطلح مجموعة الضغط المصرفية إلى قيام ممثلي الشركات والمنظمات المختلفة بالسعي نحو الحصول على شروط ميسرة من الحكومة للبنوك الكبيرة وغيرها من شركات الخدمات المالية من خلال مجموعات الضغط والمجموعات المؤيدة.
تعارض مجموعات الضغط المصرفية اللوائح الحكومية الصارمة وخاصةً في أعقاب الركود الناجم جزئيًا عن سوء الإدارة المصرفية. وذكروا أن اقتصاد الدولة ككل يعتمد على أدائهم وبالتالي فهم يعتقدون أنهم بحاجة إلى شروط ميسرة حتي يقومون بأقصى ما لديهم لتعزيز الأداء الاقتصادي. وبالرغم من ذلك؛ يخشى البعض أنهم قد يسعون للحصول على شروط لا تساعد بالضرورة على زيادة الأداء الاقتصادي ككل، لكن تحقق استفادة للبنوك الكبرى فقط. وذكرت القطاعات المالية والعقارات والتأمين أنها أنفقت جميعًا 6.8 بليون دولار منذ عام 1998 وحتى 2011، وهذا يزيد كثيرًا عن أي قطاع آخر من مجموعات الضغط. وحيث إن الصناعة المصرفية تمتلك احتياطيات نقدية كبيرة؛ فإن لديها التمويلات المتوافرة لممثلي مجموعة الضغط للتأثير على صناع القرار في واشنطن. ويشعر البعض بالقلق من أن يؤدي ذلك إلى سياسة جديدة تعمل إلى حد بعيد في صالح البنوك.
تعتبر هيئة قطاع المصارف هي المنظمة البارزة المشاركة في مجموعة الضغط المصرفية بأعضائها البالغين 100 من البنوك وشركات التمويل الكبرى. وكانت مهمة هذه المجموعة هي "حماية ودعم الصلاحية الاقتصادية وتكامل أعضائها والنظام المالي بالولايات المتحدة.” كما أن الرئيس التنفيذي الحالي لهيئة قطاع المصارف الأمريكية تيم باولنتي هو سياسي شهير وضع خططًا لأحدث الحملات الرئاسية مؤخرًا.